# Johan Andersson (socialdemokrat)
Ernst Johan Andersson, född 8 december 1961 i Motala församling, Östergötlands län, är en svensk politiker (socialdemokrat). Han är ordinarie riksdagsledamot sedan 2010, invald för Östergötlands läns valkrets.
I riksdagen är han ledamot i försvarsutskottet sedan 2022, Nordiska rådets svenska delegation sedan 2022 och riksdagens valberedning sedan 2018. Andersson var ledamot i arbetsmarknadsutskottet 2010–2014 och 2018–2022 samt ledamot i trafikutskottet 2014–2018. Andersson är eller har varit suppleant i bland annat arbetsmarknadsutskottet, EU-nämnden, finansutskottet, kulturutskottet, trafikutskottet, utbildningsutskottet och Nordiska rådets svenska delegation.